# 巴塞罗那 2-8 拜仁慕尼黑
由巴塞罗那对阵拜仁慕尼黑的2019–20赛季欧洲冠军联赛四分之一决赛于2020年8月14日在葡萄牙里斯本的盧斯球場举行。拜仁最终以8比2赢得比赛，使巴塞罗那遭受自1951年以来的最大比分失利，当时它们于1950–51赛季西甲联赛以0比6不敌西班牙人。这也是巴塞罗那自1946年以来首次在一场比赛中失8球，当时巴萨于1946年西班牙大元帅杯八分之一决赛中以0比8不敌塞维利亚。

## 背景
此前两队在欧战历史上共交手10次，其中拜仁取得了其中6场的胜利，巴萨赢下2场，另外2场双方战平。在1998–99赛季欧洲冠军联赛分组赛阶段，拜仁曾双杀巴萨，并进入了在魯營球場举行的决赛；但它们在决赛中领先大半场后却遭曼彻斯特联于补时扳平及反超，成就对手实现欧洲三冠王（曼联也在分组赛阶段同组，当时它们与拜仁和巴萨的比赛都是平局收场）。
自2008–09赛季欧洲冠军联赛以来，拜仁与巴萨已经在淘汰赛阶段四次相遇，在此之前，两隊合計创造了26个入球。有趣的是，每次拜仁对阵巴萨的淘汰赛对决的胜者不仅将继续赢得欧冠冠军，而且都还实现了欧洲三冠王，分别是在2009年、2013年、2015年和2020年。拜仁的托马斯·穆勒于2009年仍是预备队成员，但在此后所有对阵巴萨的比赛中都首发登场。
巴塞罗那于2008–09赛季欧洲冠军联赛四分之一决赛以总比分5-1晋级。首回合，巴萨在诺坎普以4-0获胜，并于上半场便完成了所有入球，其中梅西一人獨進兩球。拜仁慕尼黑时任主席弗朗茨·贝肯鲍尔对此表示:“我在上半场看到的，毫无疑问是拜仁历史上最糟糕的足球。”巴萨时任主教练佩普·瓜迪奥拉则在首回合因对利昂内尔·梅西的黄牌进行抗议而被罚出场外，不得不在看台上观看次回合的比赛，由他的好友兼助教比拉諾瓦在這場1-1的比賽中指揮。这场失利和早前一场以1比5惨败給爭冠對手狼堡的德甲比赛（只要在主場能守和便能奪冠）导致了拜仁主教练尤尔根·克林斯曼面臨拜仁支持者的質疑聲浪，而在月底主場以0-1又敗給沙爾克（沙爾克僅在德甲排名第八，這場比賽若能獲勝同樣能在德甲勝出）的比賽後他正式被解雇。而穆勒雖然在先前的十六強賽替補上場，完成了他在歐冠賽事的初登板，但八強賽兩回合他都沒有被列入出賽名單。
在2012–13赛季欧洲冠军联赛的半决赛中，阿尔扬·罗本和托马斯·穆勒兩人在兩回合皆有進球，使拜仁以总比分7-0大勝晋级，创造了欧冠半决赛历史上的最大总比分差距，其中包括在诺坎普以3比0获胜，这也是巴塞罗那迄今为止在欧洲赛场上的最后一次主场失利。這時拜仁的教練是海因克斯，他在曾在1988-92執教拜仁四年、以及在2008-09年接手被解雇的克林斯曼暫時執教拜仁，他於本季末包攬三冠王後光榮退休，但又於2017-18賽季臨時被拜仁高層請出來救火；而巴塞隆納此時的教練則是比拉諾瓦，他雖然執教首個賽季便在歐冠面臨慘敗，但在同個賽季的西甲追平了單季最高分（100）並創下了最大勝分的紀錄（+15），他在季末因身體問題而退休治療，並於一年後不幸過世。
至2014–15赛季欧洲冠军联赛的半决赛，利昂内尔·梅西和内马尔则成为了关键人物，尽管次回合在安联竞技场以2-3落败，但首回合在主场3-0的胜利仍确保巴萨以5比3的总比分晋级。拜仁此时的主教练是佩普·瓜迪奥拉，他曾于2008年至2012年期间执教巴萨，包括在2008–09赛季欧洲冠军联赛四分之一决赛对拜仁的比赛；而巴塞隆納此時的教練是瓜迪奧拉球員時期在巴塞隆納的隊友恩里克。
兩隊在18-19賽季的歐冠分別在十六強賽和四強賽輸給了最後奪冠的利物浦，不過分別拿下了聯賽冠軍確保了本季歐冠的參賽資格。然而，兩隊本季季初都面臨低潮：巴塞隆納遲遲無法甩開皇馬的糾纏，並在西班牙超級杯早早出局；拜仁更是一度掉到德甲第四名。最終，兩隊都決定在季中更換主帥，結果卻大不相同：巴塞隆納開除了巴爾韋德，找來了貝提斯的塞奇恩接任，但最後反而在西甲被皇馬反超、並在國王盃八強早早出局，歐冠是他們本季最後一個避免空手而歸的機會；而拜仁在2019年底開除了科瓦奇之後，則是先由助教弗利克暫代，他剛接手時雖然拜仁在德甲又吞下一次二連敗掉到第七名，但隨後成績回穩，弗利克便被扶正，並帶領拜仁拿下德甲和德國盃的雙料冠軍，進入2020年之後拜仁甚至沒有輸過任何一場比賽，此時志在挑戰三冠王。

## 晋级四分之一决赛之路
两支球队都是以各自小组的头名身份入围淘汰赛阶段。在分组赛阶段，巴萨曾对阵普鲁士多特蒙德、国际米兰和布拉格斯拉维亚，僅被多特蒙德和布拉格各逼和一場，4勝2和坐收；而面对托特纳姆热刺、奥林匹亚科斯和贝尔格莱德红星的拜仁则赢下了全部六场分组赛，其中包括在托定咸熱刺球場的7-2、以及在紅星體育場6-0的兩場大勝，共计射入24球，仅失5球。至八分之一决赛，首回合巴萨客场1-1战平那不勒斯，拜仁则在斯坦福桥3-0客场击败切尔西。此后由于2019冠状病毒病疫情在欧洲爆发，欧足联暂停了本届欧冠赛事，两队十六強赛次回合的比赛均推迟到2020年8月8日进行。最终巴萨和拜仁分别在主場以3-1和4-1的比數击败各自的对手，雙雙晋级四分之一决赛。由于受到冠状病毒大流行的影响，两支球队在自家主場的十六強第二戰都是以闭门作赛的方式进行。

## 比赛场地

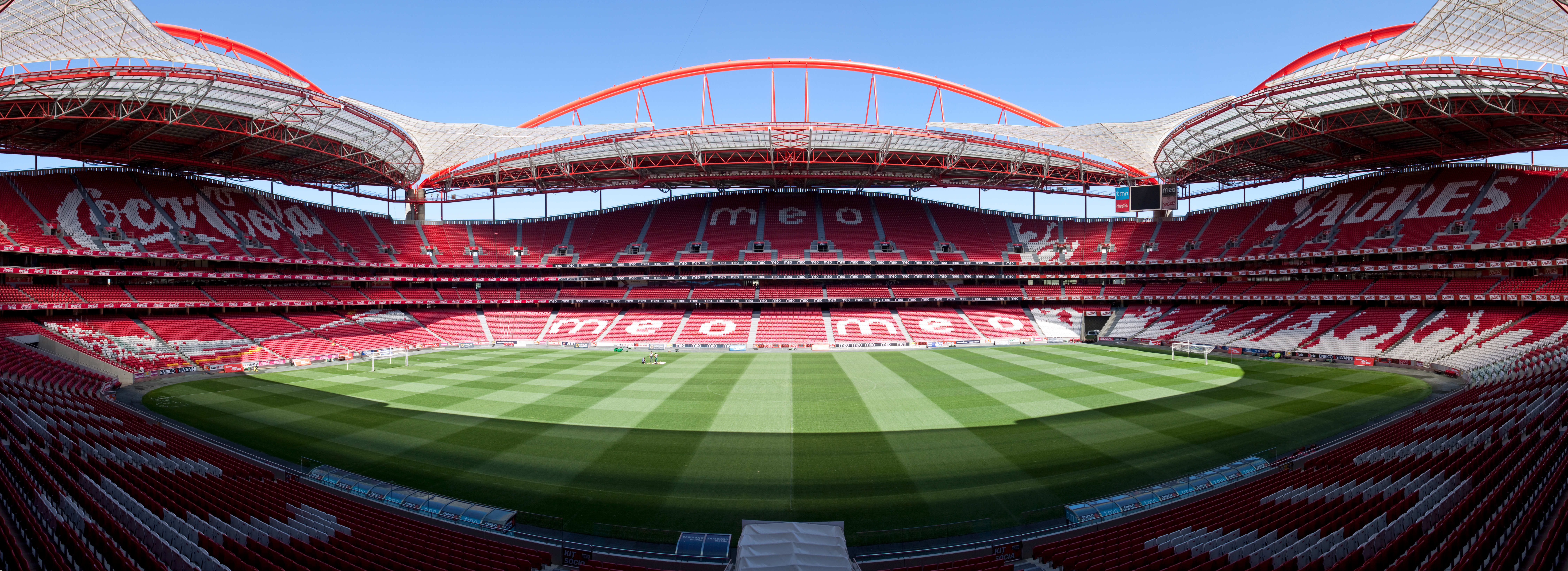
葡萄牙里斯本卢斯球场

2020年6月17日，欧足联决定于8月恢复欧冠比赛，但剩餘比賽都是以无观众入场的方式進行，並且从八強赛起改为在中立场地进行单场淘汰赛，而不是正常情况下的主客场双循环淘汰赛。本场比赛也因此改在葡萄牙里斯本的卢斯球场举行。

## 赛事
| 2020年8月14日 21:00 （20:00 UTC） |

| 巴塞隆拿                                  | 2–8  | 拜仁慕尼黑                                                |
| ----------------------------------------- | ---- | --------------------------------------------------------- |
| - 大衛·阿拉巴 7'（乌龙球） - 蘇亞雷斯 57' | 報告 | - 4', 31' - 21' - 27' - 63' - 萊萬多夫斯基 82' - 85', 89' |

| 里斯本，盧斯球場 觀眾人數：0 ：達米爾·斯科米納（斯洛文尼亞） |

### 详细赛况
开场后4分钟，拜仁首开纪录。拜仁的邊鋒在左路深入後傳中，得球後傳給隊友波兰前锋萊萬多夫斯基，他在吸引兩人包夾後將球回傳給穆勒，后者左脚凌空抽射破门。第7分钟，巴萨左後衛前场左路传中，拜仁中卫阿拉巴倒地解围，却自摆乌龙，比分被扳成1-1。第21分钟，拜仁前场断球，由助攻門前左側獲得大空檔的将球打入，拜仁再次领先。第27分钟戈雷茨卡一個過頂的妙傳越過了三個巴塞隆納球員，由格纳布里完成单刀得分，拜仁扩大领先优势至3-1。第31分钟，右路传中，穆勒於六碼區内成功抢点再入一球，拜仁4-1领先结束上半场。
下半場換边再战，第57分钟，蘇亞雷斯帮助巴萨扳回一分。第63分钟，拜仁左后卫戴维斯晃倒了塞梅多後，从左路一條龍连过三人，在底线附近横传给基米希，后者空门得手，拜仁5-2领先。第82分钟，被巴萨租借至拜仁的助攻莱万多夫斯基门前头球得分，比分被改写为6-2，延續了後者在本屆歐冠至此場場皆有進球的紀錄。此后的第85和89分钟，库蒂尼奥两次攻破老东家大门，但他拒绝为此庆祝。最终巴塞罗那以2-8的比分惨败给拜仁慕尼黑。
穆勒在本場比賽進了兩球，外加助攻库蒂尼奥一次，獲選為本場比賽的最佳球員。

## 后续

### 巴塞罗那
本场比赛，巴萨创下了1951年以来最大失利分差，也创下了1946年以来单场最多失球纪录，并且时隔2007-08賽季後首次單季无任何冠军入账的局面。这最终了导致主教练被解职，并由曾在巴萨效力的科曼接班，后者亦为此辞去荷兰国家足球队主教练一职。
此外，多名巴萨主力球员遭到清洗或離隊；其中队长梅西一度萌生离队想法，成为足球界热议话题。最终梅西选择留在球队，履行完与巴萨还剩一年的合同后，方因俱乐部经济状况离队。
球队的糟糕表现，亦使得球队内外对时任主席巴托梅乌极度不满。在巴萨一项对巴托梅乌的弹劾动议中，超过2万有投票权的巴萨会员签名支持启动弹劾程序，创下历史纪录。最终，在不信任投票确定按计划进行的情况下，巴托梅乌于当地时间10月27日晚宣布辞职。
接下來巴塞隆納在2021-22賽季和2022-23賽季又兩度被分到跟拜仁同組，四場小組賽全敗，且比分是非常一面倒的0-11，還創下隊史首次以及第二次在歐冠小組賽沒有出線的難堪紀錄。直到2024-25賽季，巴薩才終於以一次主場4-1的大勝終止了對戰拜仁的連番慘敗，有趣的是，此時巴薩的教練正是2020年製造了“慘案”的時任拜仁主帥弗利克，而拜仁的教練是首次以教練身分登陸德甲的孔帕尼。

### 拜仁慕尼黑
本场比赛，拜仁慕尼黑首度在欧冠联赛赛场上单场取得8个进球，并成为第一支在欧冠联赛淘汰赛中单场攻入8球的球队，也追平了2007年曼联7比1胜罗马时创下的欧冠联赛八强战（及以上）单场最大获胜分差。
此后拜仁一路顺风顺水。欧冠半决赛3-0完胜里昂，决赛以1-0小胜首次闯入决赛的巴黎圣日耳曼，以全胜战绩夺得队史第六座大耳杯，创下11连胜和场均进3.91球的欧冠联赛赛事记录，自2013年后再一次成功加冕“三冠王”（国内顶级联赛冠军、国内顶级杯赛冠军、欧冠冠军），成为欧洲足坛继巴萨之后第二支两夺“三冠王”的俱乐部，以及世界足坛第二支“六冠王”（即上述赛事冠军加上德国超级杯冠军、欧洲超级杯冠军及世俱杯冠军）球队。